# Brande Roderick

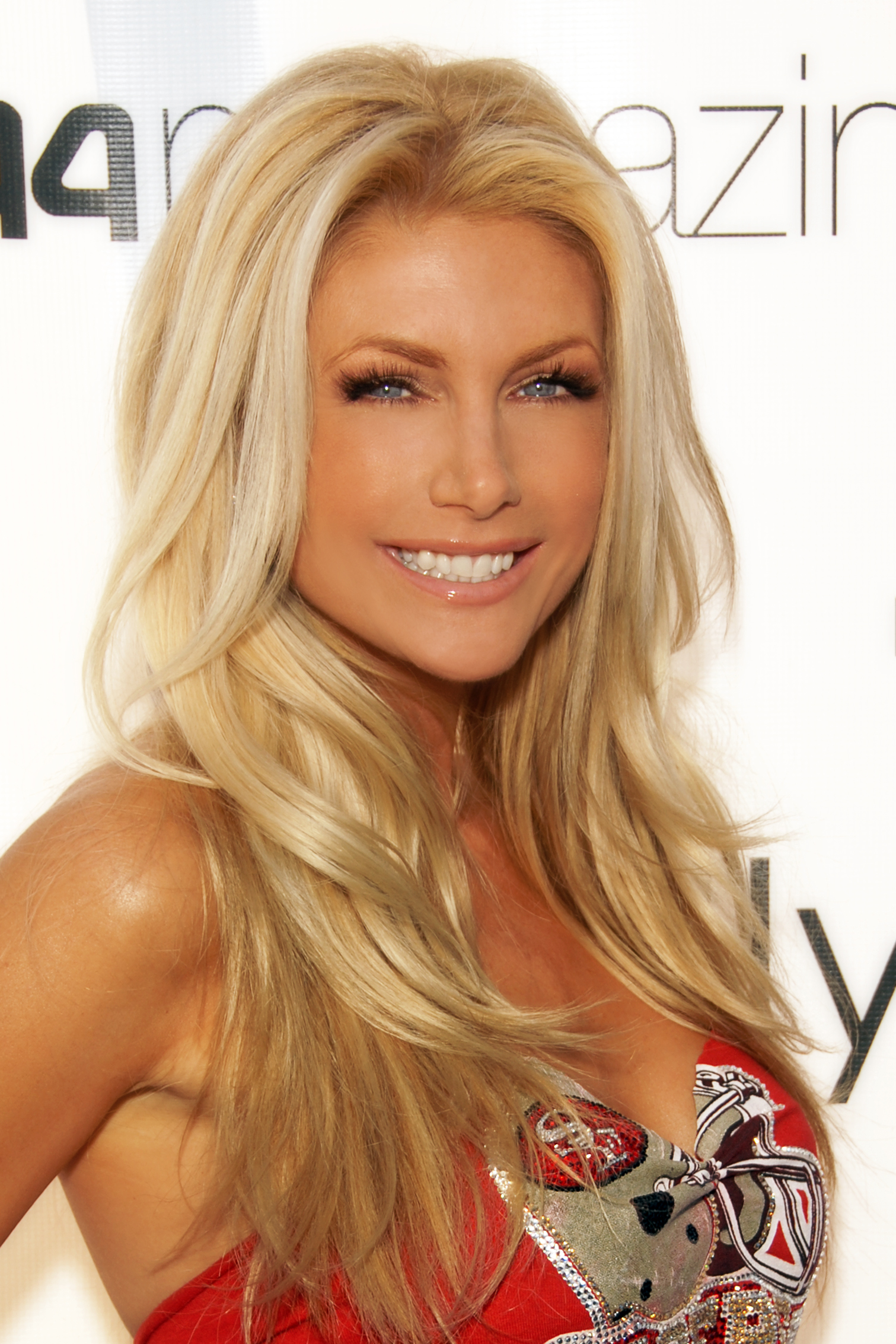
Brande Roderick in Los Angeles (2009)

Brande Nicole Roderick (* 13. Juni 1974 in Novato, Kalifornien) ist eine US-amerikanische Schauspielerin und Fotomodell, das zum Playboy-Playmate im Monat April 2000 und später zum Playmate des Jahres gewählt wurde.

## Schauspielerische Karriere
Als Schauspielerin wirkte Brande Roderick in Fernsehserien wie Baywatch und Kinofilmen wie Starsky & Hutch mit. 2003 spielte sie in Wes Craven präsentiert Dracula II – The Ascension eine Nebenrolle. 2007 war sie in Nanny Diaries zu sehen.

## Filmografie
- 1998: Beach Movie
- 1998: Beverly Hills, 90210 (Fernsehserie, eine Folge)
- 1998: Sheer Passion
- 1998: Club Wild Side 2
- 1998: Life of a Gigolo
- 1998: Erotic Confessions (Fernsehserie, eine Folge)
- 1998–1999: Love Boat: The Next Wave (Fernsehserie, zwei Folgen)
- 1999: Jesse (Fernsehserie, eine Folge)
- 1999: Stripper Wives
- 2000: Ein Trio zum Anbeißen (Two Guys, a Girl and a Pizza Place, Fernsehserie, eine Folge)
- 2000–2001: Baywatch – Die Rettungsschwimmer von Malibu (Baywatch, Fernsehserie, 43 Folgen)
- 2003: Baywatch – Hochzeit auf Hawaii (Baywatch – Hawaiian Wedding, Fernsehfilm)
- 2003: Wes Craven präsentiert Dracula II – The Ascension (Dracula II: Ascension)
- 2003: Die Parkers (The Parkers, Fernsehserie, eine Folge)
- 2003: Out of Control
- 2004: Starsky & Hutch
- 2004: Miss Cast Away
- 2005: The Daily Habit (Fernsehserie)
- 2005: Joey (Fernsehserie, zwei Folgen)
- 2005: Lucky 13
- 2006: Hood of Horror
- 2006: The Game (Fernsehserie, eine Folge)
- 2007: Bunny Whipped
- 2007: Nanny Diaries (The Nanny Diaries)
- 2008: Toxic
- 2011: Let Go
- 2021: One Month Out
- 2021: Frankie's Redemption
- 2021: Ace & the Christmas Miracle
- 2022: Project Legion
- 2023: Twisted Vines
- 2024: Wineville